# Giorgio Strehler
Giorgio Strehler (Trieszt, 1921. augusztus 14. – Lugano, 1997. december 25.) Európa egyik leghíresebb színházi rendezője. A milánói Piccolo Teatróban kiemelkedő Bertolt Brecht- és William Shakespeare-értelmezéseket hozott létre, amelyek az európai színháztörténetben Peter Brookkal és Peter Steinnal egy szintre emelték.

## Kezdetek
Strehler a bécsi gyökerű, trieszti származású Bruno Strehler és a zadari, horvát származású Alberta Lovrič fia volt. A második világháború alatt Svájcban élt önkéntes száműzetésben. Ott kezdte színházi pályáját. Genfben megalapította a Compagnie des Masques színjátszó csoportot más országokból érkezett száműzöttekkel. Első rendezői produkciója a Gyilkosság a katedrálisban volt T. S. Eliottól, a második pedig a Caligula, Albert Camus közepes debütáló darabja. Mindkét produkció Svájcban készült.

## Olaszországban
A háború után visszatért Olaszországba, és folytatta színházi munkáját. Ottani első produkciója az Elektra volt Eugene O'Neilltől . Első munkáit az olasz film neorealizmusa hatja át, különösen Roberto Rossellini és Vittorio De Sica filmjeié. Maxim Gorkij halálának tizedik évfordulóján Strehler önálló produkcióként állította színpadra A Kispolgárokat. A színészcsapatot Paolo Grassi szervezte meg, és hamarosan a Piccolo Teatro  megalapításának magját alkották. Ez volt az első állandó beszélőszínház Olaszországban.
Az együttes már az 1950-es évek közepén bejárta Európát, és Olaszország kulturális exportslágerévé fejlődött. Strehler részvételét a commedia dell'artéval különösen példaértékűnek tekintették. Carlo Goldoni: Két úr szolgája című produkcióját a 20. század egyik színházi remekének tartják, és ma is rendszeresen előadják a Piccolo Teatróban. Ez a siker csakis Amleto Sartori szobrászművésszel való együttműködése révén valósult meg, aki ettől kezdve teljes egészében a színházi maszkok elkészítésének szentelte magát, és Strehler a commedia dell'arte különleges „mozgalmait” vizsgálta.
Az 1950-es évek vége óta Strehler elsősorban Luciano Damiani díszlet- és jelmeztervezővel dolgozott együtt. Ez a csapat olyan nemzetközileg elismert produkciókat készített, mint Bertolt Brecht Galilei élete 1963-ban és Carlo Goldoni Chioggiai csetepaté 1964-ben. Az 1960-as évek végén közöttük művészi viták alakultak, ezért Strehler egyre inkább Damiani tanítványára, Ezio Frigerióra támaszkodott, aki főként a későbbi években állandó partnereként szolgált.

## Nemzetközi tevékenysége
Strehler Európa számos színházában működött. 1973-ban a Salzburgi Fesztiválra dolgozott William Shakespeare VI. Henrikről szóló királydrámájának, A hatalmasok játéka címen a Felsenreitschuléban bemutatott (zenei rendezés: Peter Ewaldt, Andrea Jonasson, Michael Heltau, Will Quadflieg és mások közreműködésével). A bécsi Burgtheaterben 1974-ben dolgozta ki Carlo Goldoni Nyári frissesség trilógiáját (díszlet, jelmezek: Frigerio; Heltauval, Jonassonnal, Susi Nicolettivel és másokkal), majd 1975-ben A hatalmasok játékát is felújította. Bertolt Brecht Koldusoperájával Párizsban (Frigerio díszlet) nagy sikert aratott az 1980-as évek közepén. Egy nemzetközi együttessel, köztük Michael Heltauval Mackie Messerként, Milvával Kalóz Jennyként, Barbara Sukowával Pollyként és Yves Robert-rel Mr. Peachumként, nagyon pozitívan fogadott előadást hozott létre. 1994-ben visszatért a Burgtheaterbe – amelynek rendezőjeként többször is szóba került –, hogy előadja Luigi Pirandello Az óriások a hegyről című művét (Frigerio díszleteivel és Franca Squarciapino jelmezeivel).

## Operarendezőként
Operarendezőként is dolgozott a világ valamennyi jelentősebb operaházában, különösen a milánói Scalában, ahol az 1940-es évek végén lépett először színpadra, és ahová újra és újra visszatért. Például 1971-ben Giuseppe Verdi Simon Boccanegráját tervezte a kritikusok és a közönség által nagy sikert aratott produkcióban (díszlet, jelmezek: Frigerio; karmester Claudio Abbado), 1975-ben Verdi Macbethjét (díszlet, jelmezek: Damiani; karmester: Abbado) és 1980-ban Wolfgang Amadeus Mozart Figaro házassága című operáját (díszlet: Frigerio, jelmezek: Squarciapino; karmester: Riccardo Muti). Nagy nemzetközi áttörését azonban operarendezőként 1965-ben érte el a Salzburgi Fesztiválon Mozart Szöktetés a szerájból című művének megtervezésével, amely]] hamarosan mércének számított (díszlet, jelmezek: Damiani; karmester Zubin Mehta, Fritz Wunderlich mellett), Anneliese Rothenberger, Fernando Corena és Michael Heltau mint Bassa Selim). 1974-ben Salzburgban rendezte Mozart Varázsfuvoláját (díszlet, jelmezek: Damiani; karmester: Herbert von Karajan), amely azonban nem utolsósorban zenei okok és a Nagy Fesztivál hatalmas méretei miatt kevésbé sikerült. Vitában állt különösen Karajannal, ezért Strehler szakított a fesztivállal, amellyel intenzív együttműködést tervezett (többek között Mozart Don Giovanni című művének elkészítését is). A későbbi kísérletek, hogy Strehlert visszahozzák Salzburgba, kudarcot vallottak. 1978-ban elhozta Párizsba a ma már legendás Simon Boccanegráját, 1984-ben pedig a Bécsi Állami Operaházban utoljára ennek a Verdi-operának szentelte magát.
Vendégelőadóként a bécsi Max Reinhardt Szemináriumon is tanított.
Strehler szívrohamban halt meg 1997 karácsonyán. Utolsó tervezett produkcióját, Mozart Così fan tutte című művét már nem tudta befejezni, összesen tizenegy nap volt hátra a próbákból. Az előadást Strehler munkatársai (köztük Frigerio díszlettervező) fejezték be.

## Politikusként
1983–84-ben az Európai Parlament képviselője volt, majd beválasztották az olasz szenátusba is.

## Magánélete
Strehler nem választotta el művészi tevékenységét magánéletétől. 1973-ban Salzburgban ismerkedett meg Andrea Jonasson színésznővel, akit 1981-ben feleségül is vett. A sokszor viharos házasság nem válással végződött, hanem Strehler életének utolsó éveiben különváltan éltek. Amikor Strehler 1997-ben meghalt, bonyolult öröklési vita alakult ki Mara Bugni, Strehler akkor már nyolc éve élettársa és Andrea Jonasson, a jogos özvegy között.

## Díjak és kitüntetések (válogatás)
- 1956: A Kelet-Berlini Művészeti Akadémia tagjává választották
- 1971: Hansischer Goethe-díj
- 1976: A Nyugat-Berlini Művészeti Akadémia tagjává választották
- 1990: Európai Színházi Díj
- 1993: Az Amerikai Művészeti és Tudományos Akadémia tagjává választották

## Fordítás
- Ez a szócikk részben vagy egészben  a   Giorgio Strehler című német Wikipédia-szócikk ezen változatának fordításán alapul.  Az eredeti cikk szerkesztőit annak laptörténete sorolja fel. Ez a jelzés csupán a megfogalmazás eredetét és a szerzői jogokat jelzi, nem szolgál a cikkben szereplő információk forrásmegjelöléseként.